# Сельское поселение Фединское
Се́льское поселе́ние Фе́динское — упразднённое муниципальное образование в Воскресенском муниципальном районе Московской области.
Административным центром было село Федино.

## География
Расположено в юго-западной части Воскресенского района. На севере граничит с сельским поселением Ашитковским, на востоке — с городским поселением Воскресенск, на юге — с сельскими поселениями Хорошовским, Радужным и Непецинским Коломенского района, на западе — с сельскими поселениями Ульянинским и Рыболовским Раменского района. Площадь территории сельского поселения составляет 18 295 га.

## История
Образовано в ходе муниципальной реформы, в соответствии с Законом Московской области от 29.12.2004 года № 199/2004-ОЗ «О статусе и границах Воскресенского муниципального района и вновь образованных в его составе муниципальных образований».
4 мая 2019 года Воскресенский муниципальный район был упразднён, а все входившие в него городские и сельские поселения объединены в новое единое муниципальное образование — городской округ Воскресенск.

## Население
| 2006  | 2007  | 2008  | 2009  | 2010  | 2011  |
| ----- | ----- | ----- | ----- | ----- | ----- |
| 7738  | ↘7493 | ↗7694 | ↗7710 | ↗7961 | ↘7959 |
| 2012  | 2013  | 2014  | 2015  | 2016  | 2017  |
| →7959 | ↗7963 | ↗7987 | ↘7973 | ↗7990 | ↘7987 |
| 2018  | 2019  |       |       |       |       |
| ↗8043 | ↗8077 |       |       |       |       |

## Состав сельского поселения
В состав сельского поселения входят 30 населённых пунктов четырёх упразднённых административно-территориальных единиц — Гостиловского, Марчуговского, Ратчинского и Степанщинского сельских округов:
| №  | Населённый пункт | Тип населённого пункта       | Население |
| -- | ---------------- | ---------------------------- | --------- |
| 1  | Аргуново         | деревня                      | →45       |
| 2  | Ачкасово         | село                         | ↘215      |
| 3  | Вертячево        | деревня                      | ↘12       |
| 4  | Глиньково        | деревня                      | ↗97       |
| 5  | Городище         | деревня                      | ↗358      |
| 6  | Гостилово        | деревня                      | ↗244      |
| 7  | Грецкая          | деревня                      | ↘1        |
| 8  | Карпово          | село                         | ↗97       |
| 9  | Катунино         | деревня                      | ↘11       |
| 10 | Константиново    | село                         | ↗229      |
| 11 | Косяково         | село                         | ↗688      |
| 12 | Лукьяново        | деревня                      | ↗7        |
| 13 | Максимовка       | деревня                      | ↘15       |
| 14 | Марчуги          | село                         | ↗199      |
| 15 | Муромцево        | деревня                      | ↗31       |
| 16 | Невское          | село                         | 359       |
| 17 | Новлянское       | село                         | ↘199      |
| 18 | Новотроицкое     | деревня                      | ↗24       |
| 19 | Перебатино       | деревня                      | ↘0        |
| 20 | Петровское       | село                         | ↗146      |
| 21 | Ратмирово        | деревня                      | ↗227      |
| 22 | Ратчино          | деревня                      | ↗1195     |
| 23 | Сабурово         | село                         | ↗123      |
| 24 | Свистягино       | деревня                      | ↗18       |
| 25 | Сетовка          | посёлок                      | ↘125      |
| 26 | Скрипино         | деревня                      | ↘0        |
| 27 | Степанщино       | деревня                      | ↗587      |
| 28 | Субботино        | деревня                      | ↗41       |
| 29 | Федино           | село, административный центр | ↘2658     |
| 30 | Чаплыгино        | деревня                      | ↗10       |

## Местное самоуправление
Совет депутатов
Число депутатов определено в соответствии с законом Московской области от 30 марта 2005 г. № 96/2005-ОЗ «Об обеспечении реализации отдельных положений Федерального закона „Об общих принципах организации местного самоуправления в Российской Федерации“» и составляет 10 человек.
Главы сельского поселения
- Дорошкевич Игорь Александрович
- Игорь Александрович Дорошкевич[21]

## Образование
Среднее образование:
МОУ "Косяковская средняя общеобразовательная школа"
МОУ "Степанщинская средняя общеобразовательная школа"
МОУ "Ратчинская средняя общеобразовательная школа"
МОУ "Фединская средняя общеобразовательная школа»

## Символика

### Флаг
Утверждён решением Совета депутатов муниципального образования «Сельское поселение Фединское» Воскресенского района Московской области от 09.02.2006 № 56/12, внесён в Государственный геральдический регистр Российской Федерации под № 2180.
Описание:
Флаг «Сельского поселения Фединское» представляет собой прямоугольное полотнище с отношением ширины к длине 2:3, разделённое по вертикали на синюю и красную части в соотношении 1:2 и несущее посередине фигуру древнерусского воина (из муниципального герба); копье воина достигает верхнего и нижнего краёв полотнища и совпадает с границей синей и красной частей.

### Герб
Утверждён решением Совета депутатов муниципального образования «Сельское поселение Фединское» Воскресенского района Московской области от 09.02.2006 № 55/12.
Описание:
В червленом поле с лазоревым правым краем – золотой древнерусский воин в шлеме (шеломе с открытой спереди бармицей), рукавицах, кольчуге, рубахе и с поясом, к которому подвешен меч в ножнах; в правой руке воин держит золотое копье, вписанное и положенное поверх границы края, а в левой — тарч (круглый щит) того же металла.